# Мальбест, Жорж
Жорж Мальбест (фр. Georges Malbeste; 1754, Париж — 1843, Париж) — французский рисовальщик, акварелист и гравёр.

## Биография
Мальбест был учеником гравёра Жака-Филиппа Леба в Париже. Среди его первых известных работ в основном были акварели, а также отдельные гравюры сборника «Королевский смотр на Плен-де-Саблон» (Revue du Roi à la plaine des Sablons, 1785) по рисункам Жана-Мишеля Моро, завершённые в июне 1787 года, сразу после смерти его учителя.
В 1790 году Жорж Мальбест, также по рисункам Моро, выполнил в технике офорта серию портретов депутатов Национального собрания (Malbeste aqua forti). В Парижском салоне 1798 года художник выставил карандашный рисунок «Пейзаж с купальщиками». В 1812 году он вновь выступил в салоне с двумя гравюрами и живописным этюдом с натуры. Он регулярно выставлял свои произведения до 1833 года.
Жорж Мальбест принимал участие в создании «Книги коронации императора [Наполеона]» (Livre du Sacre de l’Empereur), используя рисунки Шарля Персье и Жана-Батиста Изабе.
Среди его учеников были Луи-Этьенн Ватле и Жан-Огюст Дюбулоз.

## Галерея

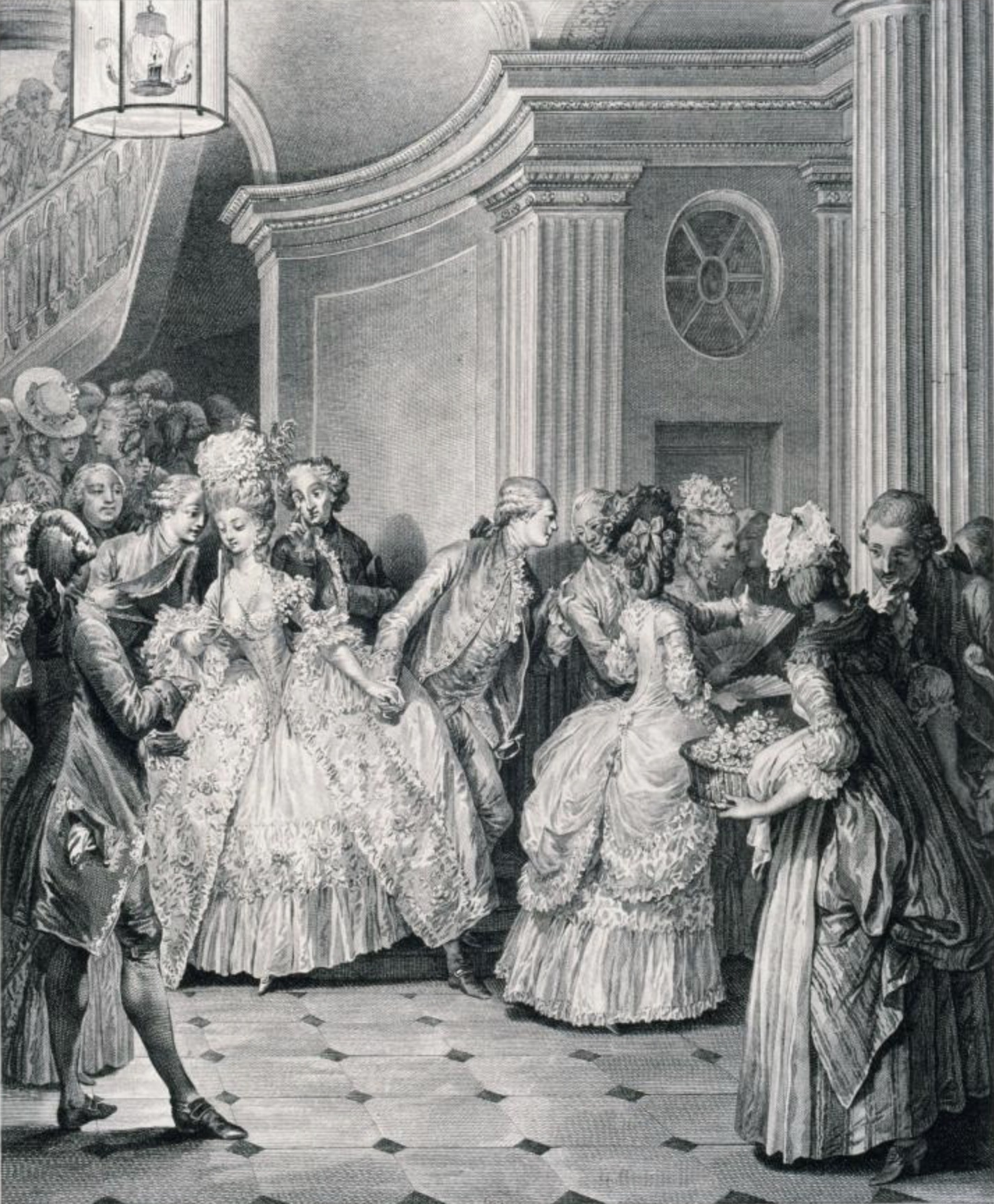
Выход из Оперы. По рисунку Жана-Мишеля Моро. Офорт
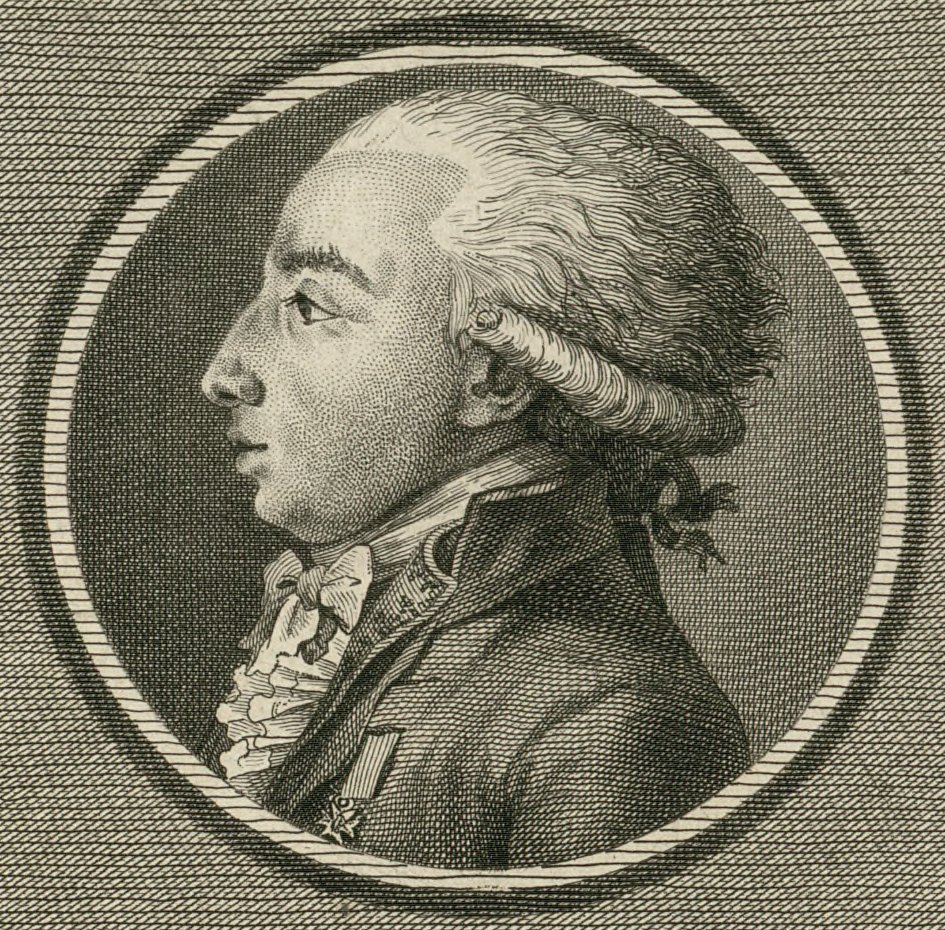
Портрет Луи-Марте де Гуи д'Арси. Между 1789 и 1791. Офорт
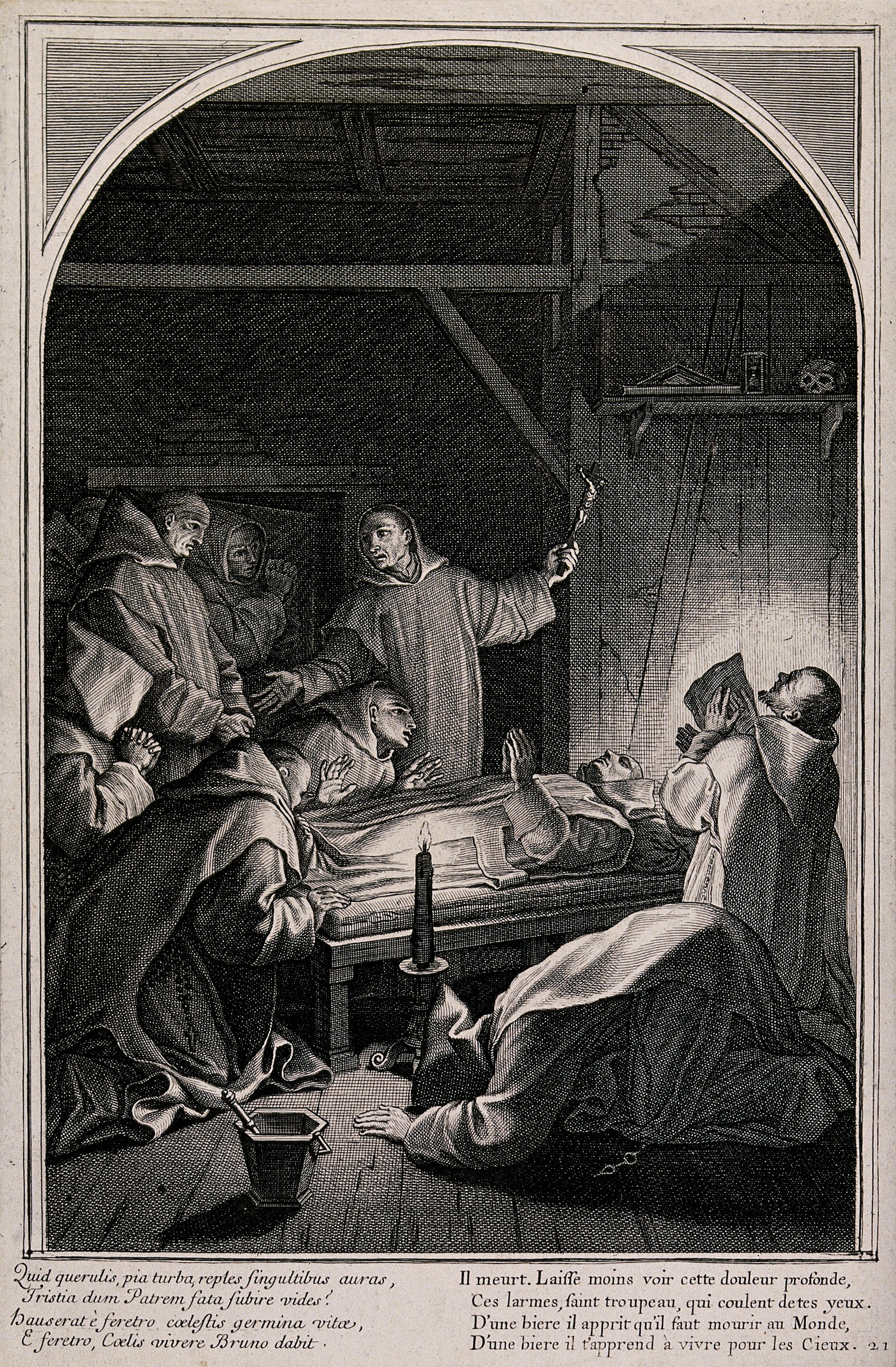
Тело Святого Бруно, выставленное для поклонения. 1825. Офорт
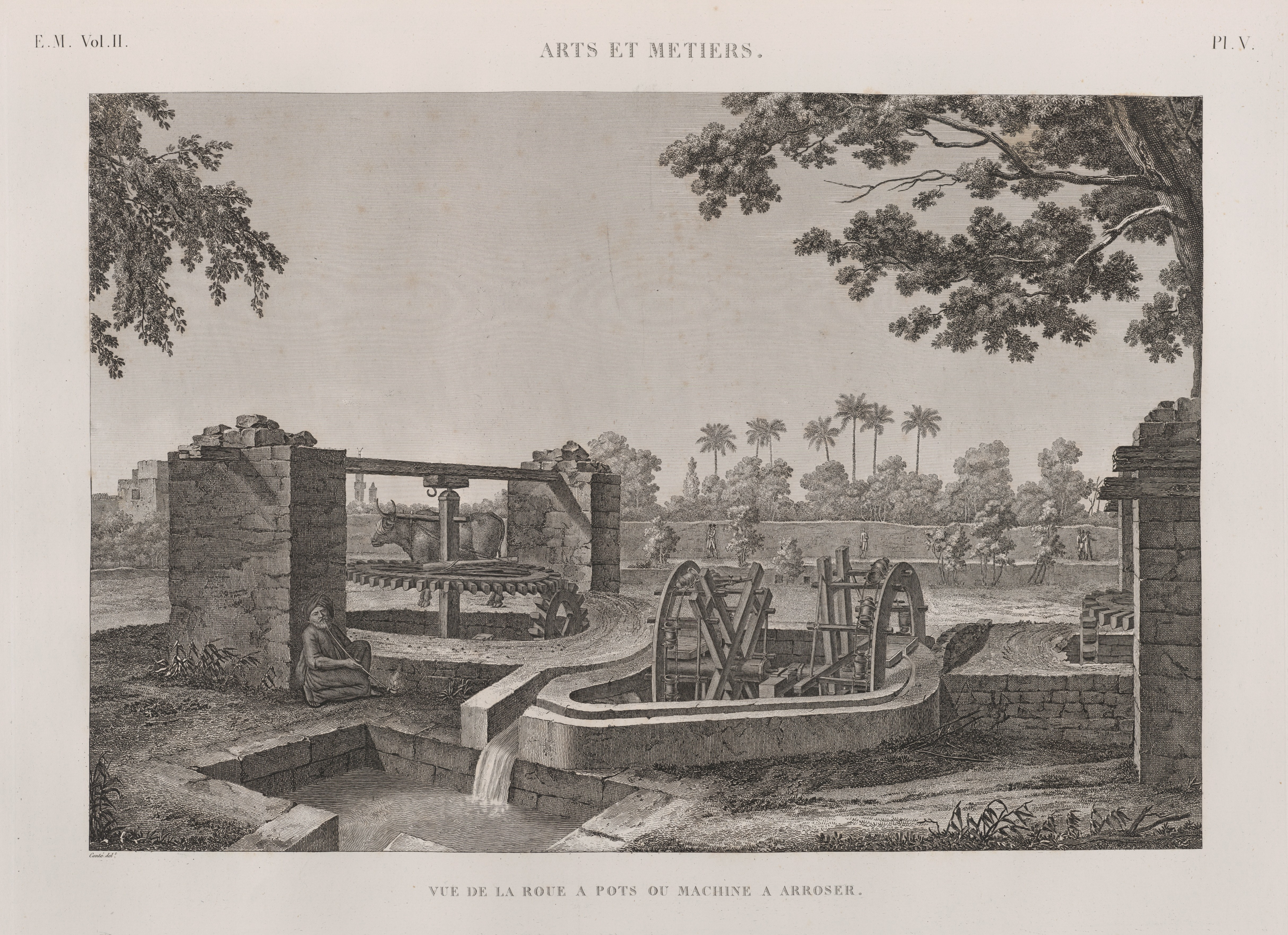
Вид поливочной машины. Офорт издания «Описание Египта. Искусства и ремёсла». По рисунку Н. Ж. Конте. 1809—1829